# Calcinus guamensis
Calcinus guamensis är en kräftdjursart som beskrevs av David Wooster 1984. Calcinus guamensis ingår i släktet Calcinus och familjen Diogenidae. Inga underarter finns listade i Catalogue of Life.